# イロナ・トコディ
イロナ・トコディ（Ilona Tokody, 1953年4月27日 - ）は、ハンガリーのソプラノ歌手。
セゲドの生まれ。7歳のころよりヴァレリア・バルダールの下で声楽を学び、1970年から1976年までリスト・フェレンツ音楽専門学校でイェネー・シポスの下で声楽の研鑽を積んだ。在学中からハンガリー・テレビジョンの主催するコダーイ声楽コンクールで優勝してヤーノシュ・フェレンチクに才能を認められる。1975年にはエルケル国際声楽コンクールの女声部門で優勝した。音楽院卒業後はハンガリー国立歌劇場の専属歌手となり、1977年のツォルト・ドゥルコの《モーゼ》の初演に母親役で参加した。1985年にはコシュート賞を受賞。